# Tomàs de Lloberola i Serradell
Tomàs de Lloberola i Serradell (Barcelona, circa 1860-1931) és un personatge de ficció de la novel·la Vida privada escrita per Josep Maria de Sagarra i de Castellarnau, la qual fou publicada l'octubre de l'any 1932.

## El personatge dins del context de l'obra
Fou el setè marquès de Sitjar, quart de Vallromana i continuador de 30 generacions que havien viscut sense treballar. Contrarià el seu pare en casar-se amb Leocàdia, perquè aquell el volia per a la filla d'un duc madrileny. Fou president de l'Associació de Catòlics i membre de la junta del Comitè de Defensa Social. Quan vengué el casal familiar del carrer de Sant Pere més Baix, s'instal·là en un pis del carrer de Mallorca de Barcelona. No vengué mai del tot la finca de Moià perquè la considerava expressió i símbol del patrimoni familiar, però quan Frederic l'heretà consistia només en la casa i uns pocs jornals de terra que explotava el mateix masover (Can Lloberola de Moià fou la residència dels seus antecessors fins que, a començaments del segle xviii, s'establiren a Barcelona i Ferran VI d'Espanya els concedí el marquesat de Sitjar).
Tingué tres fills: Josefina (es casà amb el marquès de Forcadell i no li creà problemes), Frederic (sense ofici ni benefici, tot i que col·locat per caritat al Banc Vitalici, i, a més, jugador i faldiller) i Guillem (el petit, el més brillant i el més corromput). La decadència dels Lloberola fou pública i innegable el dia que un tapís que presidia la sala verda del casal de Sant Pere més Baix, fou vist en el saló de la casa que Hortènsia Portell tenia al passeig de la Reina Elisenda. Molt probablement, les dues persones més influents en la seua vida foren Josep Claramunt (canonge) i Ignasi Serramalera (metge): al primer, però, no li perdonà que el deixés sense l'herència de la tia Paulina (1840-1928), llegada sencera a obres de beneficència segons consell canonical; el segon fou incapaç de fer-li superar aquesta herència perduda el 1928 i el canvi de règim de tres anys després. Se sap que el frare carmelità que, a causa del divorci amb el canonge, l'atengué a l'hora de la mort, acabà la feina amb aquesta sentència:
| « | "Aquest sant ha mort assassinat per la República." | » |

Després d'aquest òbit, Leocàdia, gràcies a la pensió que li havia deixat el sogre, es reclogué en un convent.

## Fragment literari escollit
| « | "Don Tomàs, amb la Dictadura, no és que cregués realitzat el seu somni, però el carlisme de Don Tomàs era ja una mica cadavèric, i en la Dictadura hi veia si més no una mena de pacte entre el Sagrat Cor de Jesús i el rei Alfons XIII. El mitjancer d'aquest pacte era el general Primo de Rivera, i les tonalitats del pacte consistien a enaltir la religió i la moral i aniquilar l'anarquisme, el sindicalisme, el comunisme i el catalanisme, que eren les coses que a Don Tomàs li feien més horror. Don Tomàs creia que amb un quant temps de Martínez Anido i de Cardenal Segura, a Espanya fóra possible instaurar un tribunal que s'assemblés a l'anacrònic del Sant Ofici. La caiguda del Dictador va fer tremolar el vell Lloberola, i quan es va veure la República damunt, les últimes reserves d'energia que li quedaven el convertiren en un eriçó. Don Tomàs recordava la revolució del seixanta-nou i la República del setanta-tres. Recordava els soldats ballant damunt l'altar de la parròquia de Betlem i tots els horribles sacrilegis vuitcentistes." | » |